# Districte de Milange
El districte de Milange és un districte de Moçambic, situat a la província de Zambézia. Té una superfície de 9.842 kilòmetres quadrats. En 2007 comptava amb una població de 498.635 habitants. Limita al nord amb el districte de Mecanhelas de la província de Niassa, a l'oest amb Malawi, al sud amb el districte de Morrumbala, al sud-est amb el districte de Mocuba, a l'est amb els districtes de Lugela i Namarroi i al nord-est amb el districte de Gurué.

## Divisió administrativa
El districte està dividit en quatre postos administrativos (Majaua, Milange, Molumbo i Mongue), compostos per les següents localitats:
- Posto Administrativo de Majaua:
  - Dachudua
  - Majaua
  - Zalimba
- Posto Administrativo de Milange:
  - Chitambo
  - Corromana
  - Liciro
  - Município de Milange
  - Tengua
  - Vulalo
- Posto Administrativo de Molumbo:
  - Capitão Mor
  - Nangoma
  - Molumbo
- Posto Administrativo de Mongue:
  - Dulanha
  - Mongue
  - Sabelua